# Loachapoka
Loachapoka és una població del Comtat de Lee a l'estat d'Alabama (Estats Units d'Amèrica).

## Demografia
Segons el cens del 2000, Loachapoka tenia 165 habitants, 69 habitatges, i 46 famílies. La densitat de població era de 54 habitants/km².
Dels 69 habitatges en un 20,3% hi vivien nens de menys de 18 anys, en un 37,7% hi vivien parelles casades, en un 18,8% dones solteres, i en un 31,9% no eren unitats familiars. En el 24,6% dels habitatges hi vivien persones soles el 10,1% de les quals corresponia a persones de 65 anys o més que vivien soles. El nombre mitjà de persones vivint en cada habitatge era de 2,39 i el nombre mitjà de persones que vivien en cada família era de 2,81.
Per edats la població es repartia de la següent manera: un 18,8% tenia menys de 18 anys, un 14,5% entre 18 i 24, un 31,5% entre 25 i 44, un 21,8% de 45 a 60 i un 13,3% 65 anys o més.
L'edat mediana era de 37 anys. Per cada 100 dones hi havia 91,9 homes. Per cada 100 dones de 18 o més anys hi havia 97,1 homes.
La renda mediana per habitatge era de 30.938 $ i la renda mediana per família de 33.571 $. Els homes tenien una renda mediana de 28.750 $ mentre que les dones 28.500 $. La renda per capita de la població era de 14.477 $. Aproximadament el 9,5% de les famílies i el 16,3% de la població estaven per davall del llindar de pobresa.

## Poblacions properes
El següent diagrama mostra les poblacions més properes.